# Râul Glafkos
Glafkos (Levkas), în limba greacă Γλαύκος, este un râu în Grecia, care se varsă în Golful Patras în dreptul orașului Patras. Pe Glafkos, a fost construită prima hidrocentrală grecească, astăzi muzeu.